# Yannis Ginosatis
Yannis Ginosatis (Salónica, Grecia, 5 de noviembre de 1960) es un ilustrador y dibujante de cómic griego.

## Biografía
Estudió pintura en la Escuela de Bellas Artes de Atenas. Posteriormente colaboró con varias agencias de publicidad internacionales (J. W. Thompson, BBDO, Ashley & Holmes, Lintas). Dibujó una historia breve del cómic italiano Zagor de la editorial Bonelli, publicada en la revista Ink, y luego entró a formar parte del equipo de Tex, la historieta más popular de esa editorial.